# Profesorul George Capșa la vârsta de 8 ani (pictură de Theodor Aman)
 Acest articol dezvoltă secțiunea Opera a articolului principal Theodor Aman 
Profesorul George Capșa la vârsta de 8 ani este un portret al fiului lui Constantin Capșa, unul din cei patru frați fondatori ai Casei Capșa, realizat de pictorul Theodor Aman în perioada 1869 - 1871. Lucrarea face parte din colecția Muzeului Aman din București, este semnată în stânga jos cu negru Th Aman.
Sursa de inspirație a fost o fotografie făcută de Franz Mandy care se află și ea în aceeași colecție. Aman a pictat portretul schimbând îmbrăcămintea și poziția personajului fotografiat. Atât pictura cât și fotografia nu sunt datate, astfel încât localizarea temporală a lor nu este decât speculativă. Istoricul de artă Adrian-Silvan Ionescu a analizat pictura și a considerat că Theodor Aman a vrut să-i dea copilului aliura de „Little Lord Fauntleroy", care era la mare modă după ce a fost publicată cartea omonimă a scriitoarei Frances Hodgson Burnett din anul 1886. Dacă se ia în considerare vârsta de aproximativ 8 ani a personajului se obține o datare orientativă de execuție a portretului în perioada 1869 - 1871. Estimarea făcută de Silvan Ionescu a fost confirmată de ultimii restauratori ai tabloului din 2004 - 2007, de la Laboratorul de restaurare pictură ai Muzeului Municipiului București Ioan D. Popa și Simona Predescu. Aceștia au constatat că tabloul a fost pictat pe o pânză de proveniență franceză cu tramă largă, tipică celor care se găseau în comerț în anii de început a carierei artistice a lui Aman. În perioada anilor 1880 - 1890, artistul a folosit o pânză austriacă cu tramă strânsă, care se știe că producea cracluri ușor de observat și multe tensiuni. Tabloul a fost donat de Ștefan Capșa Muzeului Theodor Aman în 1944. Ștefan Capșa a fost ultimul conducător al Casei Capșa până înaintea naționalizării ei din 1948.
În anul 1989, lucrarea a fost restaurată de pictorul restaurator Mircea Mureșan la Laboratorul de pictură al M.I.A.M.B. Portretul a fost prezent în 2011 - 24 martie - 29 mai - București, Muzeul Național Cotroceni — Expoziția Theodor Aman — pictor și gravor.